# 中京都構想
中京都構想（ちゅうきょうとこうそう）とは、愛知県を廃止して「中京都」を設置し、名古屋市と一体化を進めることで、権限強化と行政効率化を図る構想のこと。
2010年（平成22年）12月6日、国会議員の大村秀章によって、翌年の愛知県知事選挙への出馬表明会見の際に初めて提唱され、その盟友である名古屋市長の河村たかしもこれに賛同していた。しかし、大村と河村の関係が悪化すると議論は停滞し、2020年代には休止状況にある（後述）。
これに関係して、2012年頃には河村たかしは経済特区としての「尾張名古屋共和国」構想も掲げていた。この構想は名古屋市のみならず、名古屋市近隣の尾張地域も含めた構想であった。

## 具体的内容と経緯
- 愛知県と名古屋市を合体し、中京都を創設する[3]。
- 2011年に愛知県と名古屋市が中京都構想を協議する場として、県と市は「中京独立戦略本部」を立ち上げた。しかし、大村愛知県知事と河村名古屋市長の間で齟齬が生まれると議論は停滞し、2014年3月に5回目の中京独立戦略本部の会合が開かれたのが最後で、その後は「中京独立戦略本部」は休止状況にある。2020年10月30日時点で「中京独立戦略本部」の看板は、愛知県政策企画局が管理する形で愛知県庁本庁舎の地下会議室にビニールにまかれて保管されていると東海テレビ放送が報じている[4]。

## 大阪都構想、新潟州構想との関係
中京都構想は、大阪市長である橋下徹および大阪維新の会によって提唱されている「大阪都構想」と連動した構想だと言える。現に、2010年（平成22年）12月20日、大村・河村両氏が大阪維新の会の全体会議に出席し、協力・連携を確認している。
橋下大阪府知事はここで、「われわれは平成の薩長同盟。東京都、中京都、大阪都の3都で日本を引っ張るエンジンになろう」と述べている。
橋下知事が「遅くとも2045年には3大都市圏がリニアにより67分で結ばれ、世界で例を見ない大経済圏ができる。それを見据えた国家戦略を共に発信したい」と述べたことからもわかるように、中京都構想と大阪都構想は、それぞれの地域の効率化・国際競争力強化に留まらず、JR東海が進めているリニアモーターカー方式の中央新幹線が、東京・名古屋・大阪の三都（三大都市圏）を67分でつなぐ時代を見据えつつ、国家全体の牽引と効率化・国際競争力強化まで考えた構想である。
なお、大阪都構想が、大阪府内の政令指定都市である大阪市を廃止して東京23区（かつての東京市）と同じ特別区（大阪4区）へと移行させることを目指しているのに対して、中京都構想は名古屋市を存続させるものになっているが、これに関して、橋下大阪府知事は「地政学的な理由もあり、手法は若干違うが、理念はまったく同じ」と理解を示している。
2011年（平成23年）1月25日、泉田裕彦新潟県知事と篠田昭新潟市長は新潟県と政令指定都市である、新潟市を合併する新潟州構想を発表した。
これが実現した場合、現新潟市は旧東京市に相当する現在の東京都特別区部（東京23区）に倣い、新潟州特別区部（新潟8区）または新潟都特別区部（新潟8区）とし北区・東区・中央区等の各行政区は千代田区、品川区、新宿区と同様の特別区となり、市町村と同様に地方自治体としての機能を有する事となる（区数は区の再編・周辺市町村の編入等により現行の8区ではない場合も有り得る）。
2011年（平成23年）2月7日に行なわれた愛知県知事選挙と名古屋市長選挙で、愛知県と名古屋市を合体する中京都構想を巡る議論を新潟県と新潟市を合併する新潟州構想と連携していきたいと考えをした。二重行政になっている部分　ある意味税金の使われ方として問題あると中京都構想も新潟州構想も同じ問題、課題を抱えているため大村新知事と連携をとりながら構想を進めていきたいと考えている。